# Закан-Юртовское сельское поселение
Закан-Юртовское се́льское поселе́ние — муниципальное образование в Ачхой-Мартановском районе Чечни Российской Федерации.
Административный центр — село Закан-Юрт.

## История
Статус и границы сельского поселения установлены Законом Чеченской Республики от 14 июля 2008 года № 40-РЗ «Об образовании муниципального образования Ачхой-Мартановский район и муниципальных образований, входящих в его состав, установлении их границ и наделении их соответствующим статусом муниципального района и сельского поселения».

## Население
| 2010  | 2012  | 2013  | 2014  | 2015  | 2016  | 2017  |
| ----- | ----- | ----- | ----- | ----- | ----- | ----- |
| 5835  | ↗5985 | ↗6155 | ↗6246 | ↗6296 | ↗6406 | ↗6492 |
| 2018  | 2019  | 2020  | 2021  | 2023  | 2024  |       |
| ↗6590 | ↗6713 | ↗6802 | ↘6506 | ↗6614 | ↗6661 |       |

## Состав сельского поселения
| № | Населённый пункт | Тип населённого пункта | Население |
| - | ---------------- | ---------------------- | --------- |
| 1 | Закан-Юрт        | село                   | ↗6661     |